# Castell de Maella
El castell de Maella (Baix Aragó-Casp), o castell del Comte d'Aranda és un castell enrunat situat en un extrem de la població, a la part alta.
El castell és d'origen medieval i va pertànyer dels segles xiii al XV a l'orde de Calatrava. Posteriorment va passar per diferents mans i al segle xvi va ser convertit en palau, que correspon a les restes que es veuen avui. Temps després va pertànyer a la família dels Abarca de Bolea que van rebre el títol de comtes d'Aranda, i d'aquí el nom amb què també es coneix el castell. A les guerres carlines va ser destruït.
El palau és un edifici quadrat d'una vintena de metres de costat, de dos pisos i amb un pati central. Conserva portes d'estil gòtic tardà amb arcs de diferent tipus. Per fora, hi ha restes d'un llenç de muralla amb torres semicilíndriques.